# Grzegorz (Zafirow)
Grzegorz, imię świeckie Christo Wasilew Zafirow (ur. 1853 w Starej Zagorze, zm. 4 listopada 1906 w Bitoli) – bułgarski biskup prawosławny.

## Życiorys
Wykształcenie podstawowe uzyskał w rodzinnym mieście. Następnie pracował w Starej Zagorze i Kazanłyku jako nauczyciel. Wieczyste śluby mnisze złożył w 1874 przed metropolitą wielkotyrnowskim Hilarionem, ten sam hierarcha w tym samym roku udzielił mu święceń diakońskich. W 1875 wstąpił do seminarium duchownego przy monasterze Świętych Piotra i Pawła w Laskowcu. Trzy lata później wyjechał do Rosji i kontynuował naukę teologii w seminarium duchowym w Odessie, uzyskując dyplom końcowy w 1881. W tym samym roku wrócił do Bułgarii i przez kolejne cztery lata wykładał w seminarium w Laskowcu, wtedy też został wyświęcony na hieromnicha. W 1885 wyjechał do Rosji po raz drugi, na studia w Moskiewskiej Akademii Duchownej, które ukończył w 1889 z tytułem kandydata nauk teologicznych. Następnie udał się do Konstantynopola, gdzie otrzymał godność archimandryty. Został przewodniczącym bułgarskiej społeczności prawosławnej w Salonikach.
6 grudnia 1890 miała miejsce jego chirotonia na biskupa makariopolskiego. Rok później został administratorem eparchii ochrydzkiej Egzarchatu Bułgarskiego. Jej ordynariuszem został dopiero w 1894, jednak na skutek konfliktu z miejscowymi władzami po trzech latach zrezygnował z urzędu. W 1897 objął katedrę pelagonijską. Zmarł w 1906 i został pochowany w cerkwi Narodzenia Matki Bożej w Bitoli.